# Labidochromis vellicans
Labidochromis vellicans — вид окунеподібних риб родини цихлові (Cichlidae), використовується як акваріумна рибка.

## Поширення
Ендемічний вид для озера Малаві, де живе на кам'янистому рифі у південній частині озера на глибині до 8 м.

## Опис
Це дрібна риба, що сягає 6,7 см завдовжки..

## Живлення
У природі живиться личинками комах і рачками на каменях.